# Octopamina
Octopamina, también conocida como β,4-dihidroxifenetilamina, es una amina biogénica endógena relacionada con la noradrenalina, y que tienen efectos en los sistemas adrenérgicos y dopaminérgicos. La biosíntesis del enantiómero D(-) de la octopamina se realiza por β-hidroxilación de la tiramina mediante la enzima dopamina beta-hidroxilasa. Se usa en clínica como un fármaco simpaticomimético bajo los nombres de Epirenor, Norden, y Norfen.

## Papel en invertebrados
La octopamina fue descubierta por el científico italiano Vittorio Erspamer en 1948 en las glándulas salivares del pulpo y desde entonces se sabe que actúa como neurotransmisor, neurohormona y neuromodulador en invertebrados. Se usa ampliamente en los comportamientos costosos energéticamente en todos los insectos, crustáceos (cangrejos, langostas) y arácnidos. Estas conductas incluyen, la lucha, la ovoposición, y los saltos.
La función mejor conocida de la octopamina es durante el salto de la langosta. Modula la actividad muscular, mejorando la contracción muscular de las patas. Esto se debe en parte al aumento de la velocidad de contracción y relajación.
En la abeja y la Drosophila, la octopamina tiene una función en el aprendizaje y la memoria. En la luciérnaga, la octopamina se libera durante la producción de luz.
En los moluscos, solo se ha examinado la función de la octopamina en el sistema nervioso central del caracol.
Heberlein y colaboradores han llevado a cabo estudios sobre la tolerancia al alcohol de drosophilas; y han encontrado que una mutación que causa la deficiencia de octopamina también causa una menor tolerancia al alcohol.
Cuando la avispa esmeralda clava su aguijón en los ganglios cerebrales de la cucaracha (huésped para la cría de sus larvas), el veneno bloquea los receptores de octopamina y la cucaracha no puede desarrollar el comportamiento normal de huida, se acicala a sí misma en exceso, y se transforma en un ser dócil que sigue a la avispa hasta la guarida tirando de las antenas de la cucaracha como si fuera la correa de un perro.

## Papel en vertebrados
En los vertebrados, si se combina la octopamina con la administración de inhibidores de la MAO puede producir crisis hipertensiva, al igual que la interacción de IMAO con altas dosis de tiramina.
En mamíferos, la octopamina puede movilizar las grasas de los adipocitos, los que ha dado pie a la promoción en internet de la octopamina como factor adelgazante. Aunque no hay pruebas de que la octopamina ayude a perder peso. La octopamina puede también aumentar la presión arterial significativamente cuando se combina con otros estimulantes, como algunos anoréticos

Debido a la escasa investigación realizada, no se conoce mucho sobre los efectos de la octopamina en humanos.